# Prilep (kommun)

Registreringsskylt från Prilep.

Prilep (makedonska: Прилеп) är en kommun i Nordmakedonien. Den ligger i den centrala delen av landet, 80 km söder om huvudstaden Skopje. Antalet invånare är 76 768.
Följande samhällen finns i Prilep:
- Prilep med Varoš
- Kanatlarci
- Malo Konjari
- Golemo Konjari
- Erekovci
- Mažučište
- Vitolište
- Topolčani
- Kadino Selo
- Zagorani
- Klepač
- Čanište
- Berovci
- Dunje
- Selce
- Kruševica
- Veselčani
- Štavica
- Galičani
- Alinci
- Čepigovo
- Novo Lagovo
- Trojkrsti
- Lopatica
- Podmol
- Marul
- Kalen
- Golem Radobil